# 十三伯公福佑宮
24°48′24″N 121°01′58″E / 24.806615°N 121.032852°E
十三伯公福佑宮，是位於臺灣新竹縣竹北市東平里、兒六公園的土地祠，由當地農民羅阿東所推動，合祀因興建竹北高鐵特區而被迫拆遷的土地公與石母。

## 历史沿革

### 拆遷
1990年代末，竹北市六家地區三百餘公頃被列為竹北高鐵特區。
1998年6月4日，高鐵局官員指出他們已經詳細了解地方人文史蹟和伯公廟的位置和背景，列冊有十九處，共有八處必須指定遷移、一處遷與不遷仍可能有變：棃田頭伯公、詹屋伯公、林屋伯公（永興宮）、竹北市文小一預定地的福德宮、林屋伯公福德宮、田尾伯公、魏屋旁有應公、計畫住宅區內的萬善爺皆須遷移；吳屋伯公、張屋伯公、十三甲伯公、隘口伯公、麻園伯公、番子寮伯公原地保留；電信事業用地東北側的魏屋伯公先予考量原地保存，如必要時應先協調再予以遷移。
次年12月14日，內政部中部辦公室和負責規畫竹北高鐵特區的亞新工程顧問公司赴新竹縣府，提出將保留具有客家文化的伯公廟、水圳等，特別是較罕見的桂竹林圍成、卵石砌成的伯公廟。在同一日新竹縣長林光華則針對縣治二期都市計畫區內的多尊伯公廟說將劃分三個定點集中安置，後建了竹北伍福宮與文化福德宮等。當地文史工作者吳慶杰則反對像是金山集福宮、新竹伍福宮的集中合祀法，認為土地公有各自管區，集署辦公非常違反神倫，因此呼籲六家地區不要再用這方法處理。
之後，原先分佈在隘口里七座、中興里三座、十興里一座、東平里兩座的廟並沒被妥善安置。其神像暫時放置集中於鐵皮屋，由於乏人管理，有的被偷走，或外觀被破壞、置身在荒草堆中。《中國時報》記者跟著住民、玄奘大學教授黃運喜所提供的線索，發現被被譽為六家地區最美的永興宮、東海里的旱溪子伯公、隘口里四鄰東興圳旁的彭屋伯公的石板廟宇都在高鐵施工皆被竊。有一尊在高鐵動工時候，連同廟宇都被偷走，只留下祭祀杯。

### 建廟
一次，竹北市農民羅阿東與妻子在晚上散步時無意在一間鐵皮屋發現這些未得到安置的神像，遂決心要為祂們找容身之處。原先不懂電腦及公文流程的他年爭取經費、接受信眾捐助，並行文新竹縣府、客委會、高鐵局，獲當時客委會主委羅文嘉重視。研究客家、文史的學者也來研究土地公來歷，由內政部找出文獻才確認分別是隘口、十興、東平、中興等伯公身分。
六家地區的隘口里長陳清鏡、十興里長林金水、中興里長劉家照、東平里長林顥峰，2003年6月13日到高鐵特區內的內政部土地重劃工程局辦公室，要施工單位信守承諾，儘速替這些神像找地點安置，從內政部土地重劃工程局人員得到會向上級反映爭取經費的回應。原先高鐵答應協助三百萬元出資興建集中祭祀的新廟，但到2006年高鐵工程近尾聲時，依然無下文。
高鐵局表示建廟經費編列於法無據，建議如同台中高鐵站新建的土地公廟一樣由民間募款。羅阿東組成了「六家庄伯公情發展協會」，在2008年《自由時報》報導時，已從民間募得約一百五十九萬元。羅阿東大兒子羅淮枻曾對《壹週刊》記者表示父親這幾年好像變了人，之前父親一輩子只有工作，現在則忙於土地公的事。羅阿東在竹北市長楊敬賜的幫忙下，才突破行政限制讓兒六公園預定地上的鐵皮屋內有電源。
自2000年開始為伯公奔波的羅阿東，終於獲得縣府同意將兒六公園切割作建廟用地。該公園位在東平里的預定地內，當時這裡居民稱此廟為「百福宮」。2010年1月19日收容神像的廟終於動工，當時已七十八歲的羅阿東表示建廟總工程費需三千多萬元，但政府都未金援，現僅募得約兩百萬，呼籲新住民踴躍參與融入地方信仰文化，議長張碧琴也率先捐出二十萬元響應。興建時，有一尊老舊木雕伯公像在2010年9月失竊，過數日又回來。2012年1月9日凌晨1點，舉行安座大典，許多公司行號與東平里、隘口里、中興里住戶前往祭拜。2015年時，羅阿東及地方人士努力下，又名「福佑宮」的十三伯公廟將近完工。

## 祭祀
有十二尊伯公，廟方因此再重打造十二尊不同樣貌的青斗石像，編排成十二生肖輪值。廟內還供奉城隍爺。
另供奉一尊石婆娘，該神像當時被放在鐵皮屋內，被誤以為是十三尊土地公之一，後來一位民間信仰人士才告訴羅阿東這是能保佑生產順利的石母。建新廟後，有女性信徒會送上化妝品、保養品等女性用品，祭拜石婆娘，祈求保佑感情、婚姻、求子或生產順利。